# Горемикін Віктор Петрович
Віктор Петрович Горемикін (нар.. 4 лютого 1959) — російський військовий діяч, генерал армії (2024), заступник міністра оборони Російської Федерації — начальник Головного військово-політичного управління Збройних сил Російської Федерації з 28 липня 2022 року.

## Біографія
Народився 4 лютого 1959 року в селі Кормове Срібно-Прудського району Московської області). У 1980 році закінчив Челябінське вище танкове командне училище. Після закінчення училища проходив службу в Збройних силах СРСР, потім — у Збройних силах Російської Федерації. У 1994 році закінчив Академію Федеральної служби контррозвідки Російської Федерації, а в 2001 році — Російську академію державної служби за Президента Російської Федерації.
З 2000 року проходив службу у Головному управлінні кадрів Міністерства оборони Російської Федерації. У квітні 2009 року був призначений на посаду начальника Головного управління кадрів Міністерства оборони Російської Федерації. Член редакційної колегії журналу «Військова думка».
У квітні 2009 року був призначений на посаду начальника Головного управління кадрів Міністерства оборони Російської Федерації.
Член редакційної колегії журналу "Военная мысль".
Указом Президента Російської Федерації від 31 серпня 2012 року № 1240 присвоєно військове звання генерал-полковник.
28 липня 2022 року призначений заступником міністра оборони Російської Федерації — начальником Головного військово-політичного управління Збройних сил Російської Федерації. Після провалів в Україні Президент РФ Володимир Путін відсунув від себе міністра Шойгу і радиться напряму з командувачами.
Указом Президента Російської Федерації від 9 грудня 2024 року № 1060 присвоєно чергове військове звання генерал армії.

### Санкції
Уряд Японії ввів санкції, щодо активів Віктора Петровича в законі "Замороження активів фізичних та юридичних осіб Російської Федерації та інші заходи станом на 28 лютого 2023 року".
Швейцарія запровадила санкції 21.12.2022

## Нагороди
- Орден «За заслуги перед Батьківщиною» IV ступеня
- Орден Олександра Невського (2016)
- Орден Мужності
- Орден Дружби
- Медаль «На згадку про 850-річчя Москви»
- Заслужений військовий спеціаліст Російської Федерації
- Медалі СРСР
- Медалі РФ